# Eugenia Almeida
Eugenia Almeida (Córdoba, Argentina, 5 de junio de 1972) es una escritora, periodista y docente argentina.

Se ha destacado como novelista de ficción y género negro. Obtuvo varias distinciones por su obra a nivel nacional e internacional y algunas de sus obras fueron traducidas en varios idiomas. 
Referente de la literatura en la Ciudad de Córdoba también se dedica a difundir temáticas literarias a través de su columna radial "Las palabras y las cosas" del programa "Mirá quién habla" en FM 102.3 de la Universidad Nacional de Córdoba.

## Libros publicados

### Novelas
- "El colectivo".[4]

- Roca Editorial, España, 2007.
- Edición argentina: Edhasa, Buenos Aires, 2009.
- Traducido al portugués (Edicoes Asa, Portugal. 2007),
- Traducido al griego ( Opera, Grecia, 2007),
- Traducido al francés (Éditions Métailié, París, 2007),
- Traducido al italiano (Ugo Guanda Editore, Italia, 2007),
- Traducido al alemán (Stockmann-Verlag, Austria, 2010)
- Traducido al islandés (Salka, Islandia 2017)
- " La pieza del fondo" [5]

- Editorial Edhasa, Buenos Aires, 2010.
- Traducido al francés (Éditions Métailié, París, 2010).
- "La tensión del umbral" [6]

- Editorial Edhasa, Buenos Aires, 2015.
- Traducido al francés (Éditions Métailié, París, 2016).

### Poesía
- "La boca de la tormenta", Ediciones Documenta/Escénicas, Córdoba.[7]

### Ensayo
- "Inundación. el lenguaje secreto del que estamos hechos"[8]

-Ediciones Documenta/Escénicas, Córdoba, 2019

## Premios y distinciones
- Premio Internacional de Novela “Dos Orillas” organizado por el Salón del libro Iberoamericano de Gijón (España) por la obra “El colectivo”. 2005.[9]
- Finalista de la categoría Découvrir para el premio “Prix des lecteurs et lectrices Critiques Libres.com 2010” por el libro L´autobus. 2009.
- Finalista del XVII Premio Internacional de Novela Rómulo Gallegos por la novela “La pieza del fondo”. Venezuela. 2011[10]
- Finalista del Prix des lectures de la ville de Vincennes por la novela “La pièce du fond”. Festival América. Francia.
- Premio Alberto Burnichón al Libro mejor editado en Córdoba por “La boca de la tormenta”, Ediciones DocumentA/Escénicas. Feria del Libro de Córdoba. Municipalidad de Córdoba. 2015.[11]
- Premio Transfuge en la categoría «Mejor novela hispánica» por “L´Échange”  (título original: “La tensión del umbral”), Éditions Métailié, París. Francia. 2016.